# Seachange
Seachange war eine britische Band aus Nottingham in England. Sie spielten eine Mixtur aus melodischem Folk und Pop mit starken Einflüssen aus dem Alternative Rock der 1990er Jahre. Sie waren die erste britische Band, die innerhalb von fünf Jahren in das Programm des renommierten US-amerikanischen Independent-Labels Matador aufgenommen wurden. In Europa werden sie vom Label Glitterhouse repräsentiert.

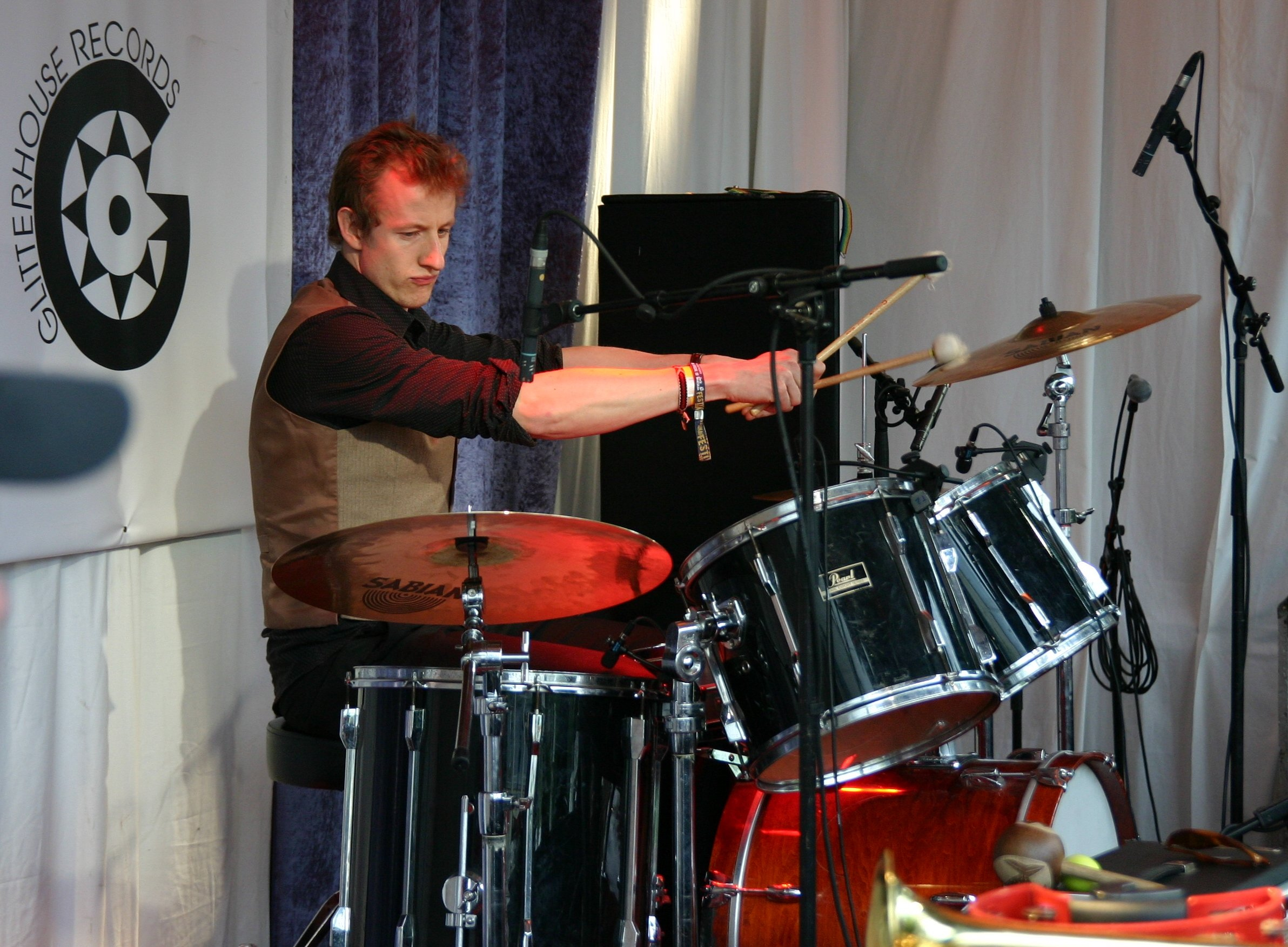
Drummer Simon Aldcroft bei einem Festival

## Besetzung
- Dan Eastop (Gesang)
- Adam Cormack (Gitarre)
- Dave Gray (Gitarre)
- James Vyner (Bass)
- Simon Aldcroft (Schlagzeug)
- Neil Wells (Verschiedenes)

### Ehemalige Bandmitglieder
- Johanna Woodnutt (Violine)

## Bandgeschichte
Die Band bestand aus sechs ehemaligen Studenten, die sich Ende der 1990er Jahre an der Universität von Nottingham kennenlernten, zusammen Musik machten und dann zusammen zogen (angeblich für kurze Zeit in einem Spukhaus) und in einem leeren Swimming Pool proben. Sie spielten als Support für ...And You Will Know Us by the Trail of Dead und Idlewild, veröffentlichten die Single Superfuck, spielten beim Radiosender Xfm. Sie bekamen einen Vertrag mit dem US-amerikanischen Label Matador, wo 2004 ihr Debütalbum Lay of the Land erschien. Danach touren sie durch Großbritannien, Deutschland und mit Guided by Voices und Pretty Girls Make Graves durch die USA. Dann Aufnahmen für ihr zweites Album, das zunächst ein Doppelalbum werden sollte. Dieses Konzept wurde verworfen und nach zwei Jahren Arbeit und drei Produzenten (Tony Doogan, Neil Wells, Peter Fletcher) erschien 2006 On Fire, With Love auf dem deutschen Label Glitterhouse.
Am 14. März 2007 gab die Band ihre Auflösung bekannt, nachdem Bassist James Vyner angekündigt hatte, aus familiären Gründen die Band zu verlassen. Eastop, Gray, Wells und Aldcroft gaben gleichzeitig bekannt, dass sie unter einem neuen Bandnamen („Dearest“) weiter zusammenarbeiten werden. Der letzte Auftritt der Band fand im Rahmen des Rockpalast-Crossroads Festivals am 24. März 2007 in der Harmonie in Bonn statt.

## Diskografie
Alben
- 2004: Lay of the Land (Matador)
- 2006: On Fire, With Love (Glitterhouse)
- 2006: Fields, Chaos and Brown (A is for Artist)
- 2007: Disband in Bonn 2007 (live) (Glitterhouse)
- 2008: The Stars Whiteout (Glitterhouse; kostenloser Download)

Singles und EPs
- 2002: Superfuck (Radiate)
- 2002: A vs. Co 10 (Gringo Records)
- 2003: Glitterball EP (Matador)
- 2004: News from Nowhere (Matador)
- 2006: No Backward Glances (Glitterhouse)